# 류관 선생 묘
류관 선생 묘(柳寬 先生 墓)는 대한민국 경기도 양평군 강하면 동오리에 있는, 고려말 조선초의 문신이자 청백리의 한 사람인 하정(夏亭) 유관(1346∼1433) 선생의 묘소이다. 1981년 7월 16일 경기도의 기념물 제62호로 지정되었다.

## 개요
고려말 조선초의 문신이자 청백리의 한 사람인 하정(夏亭) 유관(1346∼1433) 선생의 묘소이다.
고려 공민왕 20년(1371)에 문과에 급제하여 벼슬에 올랐으며 조선 건국 후 여러 크고 작은 공을 세운 공신이 되었다. 이 후 관직을 두루 거쳐 태종 9년(1409)에는 예문관 대제학을 지냈으며, 이듬해『태조실록』의 편찬에도 참여하였다. 세종 6년(1424)에는 우의정에 올라『고려사』를 교정하였다.
부인과의 합장묘이며 봉분 2개가 나란히 놓여 있다. 봉분의 아랫부분에는 둥글게 둘레석을 둘렀는데 조선 초기의 전형적인 양식이다. 중앙에 묘비가 세워져 있으며 상석과 향로석은 두 봉분 앞에 각각 배치되어 있다. 묘소 아래에는 신도비(神道碑:왕이나 고관 등의 평생업적을 기리기 위해 무덤 근처 길가에 세운 비)가 있는데 신석우가 글을 짓고 김홍집이 글씨를 쓴 것이다.

## 같이 보기
- 류관
- 하정로

## 참고 문헌
- 유관선생묘 - 국가유산청 국가유산포털